# Pulečný

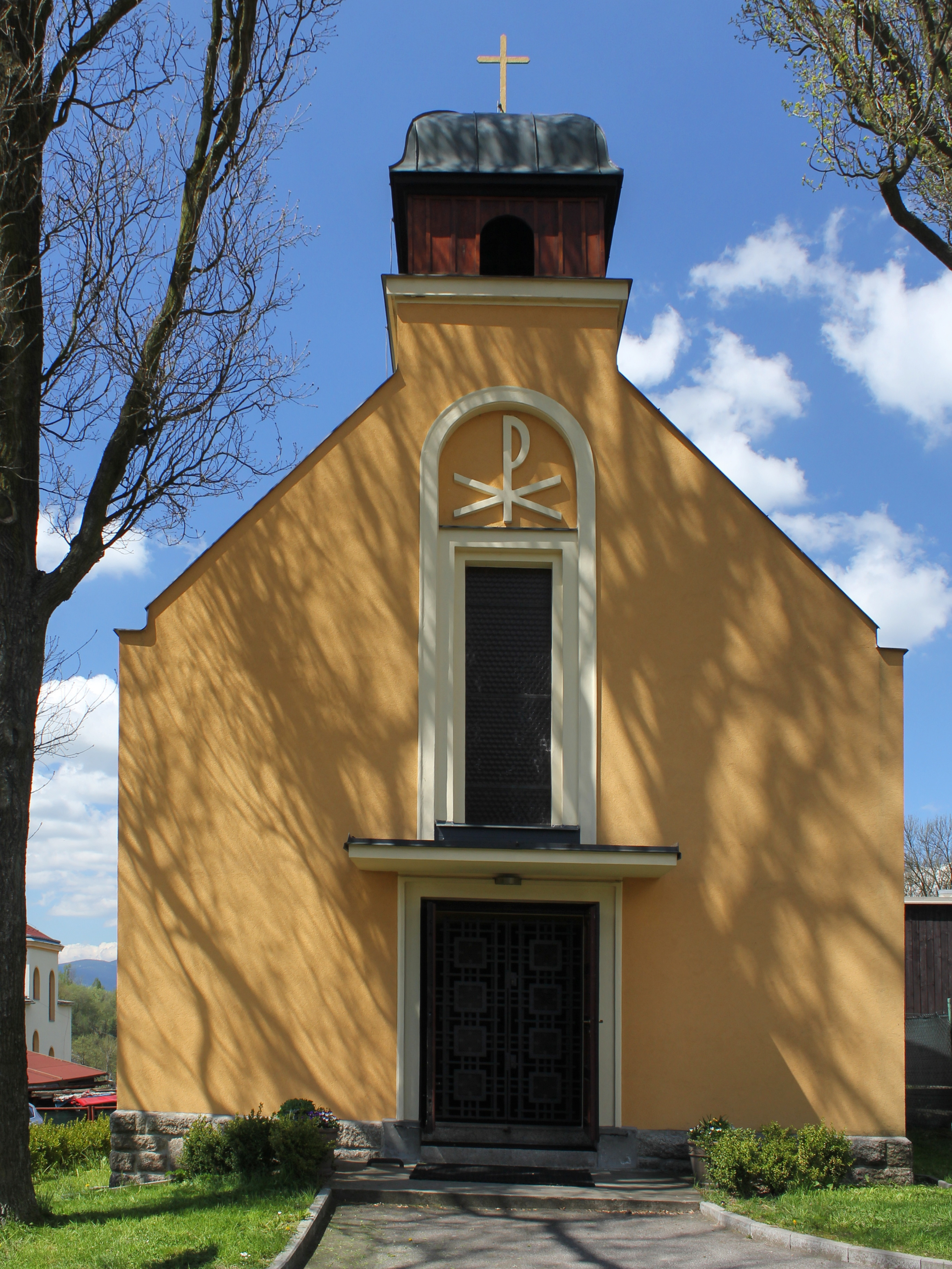
Marienkapelle in Pulečný (2016)

Pulečný (deutsch Puletschnei) ist eine Gemeinde im Okres Jablonec nad Nisou in Tschechien.

## Geographie
Pulečný liegt rund 3,9 Kilometer von Liberec entfernt. Die Entfernung zur Grenze zu Polen beträgt 16 Kilometer. Pulečný grenzt an Jablonec nad Nisou im Norden, an Dalešice u Jablonce nad Nisou im Nordosten, an Malá Skála im Südosten, an Frýdštejn im Süden und an Rychnov u Jablonce nad Nisou im Westen. Durch Pulečný verlaufen mehrere Landstraßen, die das Dorf an die umliegenden Gemeinden anbinden.
Am westlichen Rand der Gemeinde fließt die Mohelka.

## Geschichte
1543 wurde Pulečný erstmals urkundlich erwähnt. Von 1960 bis 1992 gehörte die Gemeinde zu Rychnov u Jablonce nad Nisou. Am 18. Juni 1998 erhielt Pulečný sein Wappen.

## Ortsteile
- Pulečný
- Klíčnov
- Kopanina

## Bevölkerungsentwicklung
| Jahr      | 1869 | 1880 | 1890 | 1900 | 1910 | 1921 | 1930 | 1950 | 1961 | 1970 | 1980 | 1991 | 2001 | 2011 | 2021 |
| --------- | ---- | ---- | ---- | ---- | ---- | ---- | ---- | ---- | ---- | ---- | ---- | ---- | ---- | ---- | ---- |
| Einwohner | 1083 | 1017 | 1065 | 1066 | 1086 | 946  | 1023 | 421  | 412  | 376  | 286  | 216  | 260  | 357  | 454  |

## Sehenswürdigkeiten
- Marienkapelle